# Stazione di Shin-Tamana
La stazione di Shin-Tamana (新玉名駅?, Shin-Tamana-eki) è una stazione ferroviaria di Tamana, città della prefettura di Kumamoto percorsa dalla linea ad alta velocità del Kyūshū Shinkansen.

## Linee

### Treni
- JR Kyushu
  - Kyūshū Shinkansen